# イリジウム
イリジウム（英語: iridium [ɨˈrɪdiəm]）は、原子番号77の元素で、元素記号は Irである。遷移元素かつ白金族元素に分類される元素の1つで、単体では白金（プラチナ）に似た金属光沢を有する。

## 名称
「イリジウム」という名は、その塩類が、虹のように様々な色調を示す事から、ギリシャ神話の虹の女神イリスにちなんで名付けられた。

## 所在

### 地球の地殻
イリジウムは白金の精錬時に得られる副産物として採取されている。このためプラチナの生産量に、イリジウムの生産量も依存する。ただ、地球の地殻中での濃度は0.001 ppm（1 ppb）に過ぎず、イリジウムの1年間の採掘量は、4トン程度と少ない。このため、レアメタル（希少金属）として扱われている。
なお地殻中でも偏在が見られ、イリジウムの産出量の95パーセントを南アフリカ共和国が占めており、南アフリカ共和国のブッシュフェルトの埋蔵量は、現在知られている中で最大である。この他には、ロシアのノリリスクや、カナダのサドバリーでも採掘されており、僅かながらアメリカ合衆国でも発見されている。

### その他の場所
このように地球の地殻中では希少だが、地球内部のマントルには、地殻よりも遥かに高濃度でイリジウムが含まれている。また隕石にも、より高濃度でイリジウムが含まれており、その濃度は0.5 ppm以上であるとされている。

### 特殊な地層中に含まれるイリジウム
恐竜絶滅に関する議論で、白亜紀と古第三紀の境界の地層中に大量のイリジウムを含んだ地層であるK-Pg境界層が、しばしば登場してきた。イリジウムは、地表では非常に少ない金属であるため、これは隕石または地球の深部由来の物と判断され、これをユカタン半島への隕石の衝突を示す証拠であると言及されたり、デカン高原を形成した破局的な噴火が発生した証拠であると言及されたりしてきた。

## 性質

### 物理的性質
常温常圧で安定なイリジウムの結晶構造は、面心立方構造 (FCC)である。常温常圧におかれたイリジウムは、展延性に乏しく、非常に硬いため、加工も難しい。
常圧におけるイリジウムの融点は 2466 ℃、沸点は4428 ℃である。このように融点も高いため、そのままでは加工や成形を行う事が困難であり、一般的には粉末にしたイリジウム合金を焼結して使用する場合が多い。
イリジウム単体の密度は 22.562 g/cm3であり、比重は全元素中で2番目に大きい。かつてはイリジウム22.65 g/cm3、オスミウム22.61 g/cm3とされ、イリジウムが全元素中最大の比重とされてきたものの、計算時の原子数が間違っていたため修正された。

### 化学的性質
イリジウムの単体は、一般的な酸やアルカリとは反応せず、常温では王水ともほとんど反応しない。せいぜい、粉末にすれば僅かに王水に溶ける程度である。常温では酸素とも反応が難く、貴金属として扱われる。このように反応性が低いため、Ir-10Al合金化する事で優れた耐酸化性能を与えられる。
しかしながら、高温でフッ素、塩素、酸素と反応する。また、高温酸化雰囲気中では揮発性酸化物を生成する。なお、イリジウムは、-1, 0, +2, +3, +4, +6価の原子価を取り得る。参考までに、酸素と化合したイリジウムで安定なのは、+4価の二酸化イリジウムである。

## 鉱物
イリジウムを含有した鉱石鉱物には、次のような物が見られる。
- 自然イリジウム、(Ir,Os,Ru)
  - （自然オスミウム）、(Os,Ir,Ru)
  - （自然ルテニウム）、(Ru,Ir,Os)
- 輝イリジウム鉱、IrAs2

## 用途
2020年現在、白金との比較で、概ね2倍から2.5倍ほどと、非常に高価である。また、加工も難しいため、用途は限られてきた。

### 工業用
イリジウム単体や、イリジウムの合金は、その硬度や融点の高さから耐熱性や耐摩耗性が求められる用途で使用される場合が多い。
高温耐酸化性
- 人工のサファイアの単結晶を製造するための工業用のるつぼは、非常に高い耐熱性が求められるため、イリジウムはるつぼの材料として使用され、イリジウムの用途として最も一般的である。
- 高温に曝されても酸化被膜が生成され難いため、飛行機や自動車エンジンの点火プラグの電極の材料として使用される。
- ロジウム (Rh)との合金は、IrRh熱電対温度計として 2100 ℃までの計測が可能である。

耐摩耗性
- 耐食性・耐摩耗性に優れているため、高級な万年筆のペン先の材料として、オスミウムなどと共に用いられる場合もある。

原器の材料
- 白金とイリジウムの合金 (Pt-10Ir) は、キログラム原器やメートル原器の材料として使われてきた。

放射線源
- 人工的に作った放射性同位体のイリジウム192 (192Ir) は、非破壊検査の際の線源として利用されている。

### 宝飾用
白金の硬化のために、白金との合金の材料としてイリジウムが使用される場合が多く、指輪やネックレスなどの多くの宝飾品に用いられている。
また、近年ではイリジウム単体を、結婚指輪などの材料として用いる場合もある。

## 同位体
イリジウムの安定同位体は、191Irと193Irの2核種のみで、天然に存在するイリジウムの同位体は、この2種である。

## 歴史
1804年にオスミウムと共にスミソン・テナント (S. Tennant) が、イリジウムも発見した。